# Idade do bronze atlântica
A chamada Idade do Bronze Atlântica foi um complexo cultural do período da Idade do Bronze na Europa pré-histórica mais intenso no período entre 1300 a.C.-700 a.C. aproximadamente, que inclui diferentes culturas principalmente na Grã-Bretanha, França, Irlanda, Portugal e Espanha. Foi marcada em especial por intensas trocas culturais e económicas entre o mundo Atlântico da Suécia ao Mediterrâneo.

## Trocas comerciais
A Idade do Bronze Atlântica é marcada pelo intercâmbio económico e cultural que levou ao elevado grau de semelhança cultural exibido pelas comunidades costeiras do Norte de Portugal, Galiza, Armórica, Cornualha e Escócia. Como no uso de pedras fincadas em redor dos castros, como proteção contra a cavalaria, o estabelecimento de castros em promontórios, ou a arquitetura caracterizada pelas casas redondas. Os contactos comerciais estenderam-se da Suécia e Dinamarca ao Mediterrâneo. O período foi definido por uma série de centros regionais distintos de produção de metal, unidos por um intercâmbio marítimo regular de alguns dos seus produtos. Os principais centros eram o sul da Inglaterra e a Irlanda, o noroeste da França e o oeste da Península Ibérica. 
Os objetos relacionados a esta cultura são frequentemente encontrados formando tesouros, ou são depositados em áreas rituais, geralmente em contextos aquáticos: rios, lagos e pântanos. Entre as peças mais notáveis pertencentes a este complexo cultural podemos citar os machados bifaciais de um anel,talão comprido e
folha larga, espadas pistiliformes, as pontas de lança losângicas, os machados de bronze com encaixe e anel duplo, por vezes enterrados formando grandes tesouros na Bretanha e na Galiza e outras armas como albardas, escudos com entalhes em V e uma variedade de espadas de bronze — entre elas as de língua de carpa — geralmente encontradas depositadas em lagos, rios ou afloramentos rochosos;   e os equipamentos de festa das elites: espetos articulados para assar, caldeirões e ganchos de carne, encontrados do centro de Portugal até a Escócia.

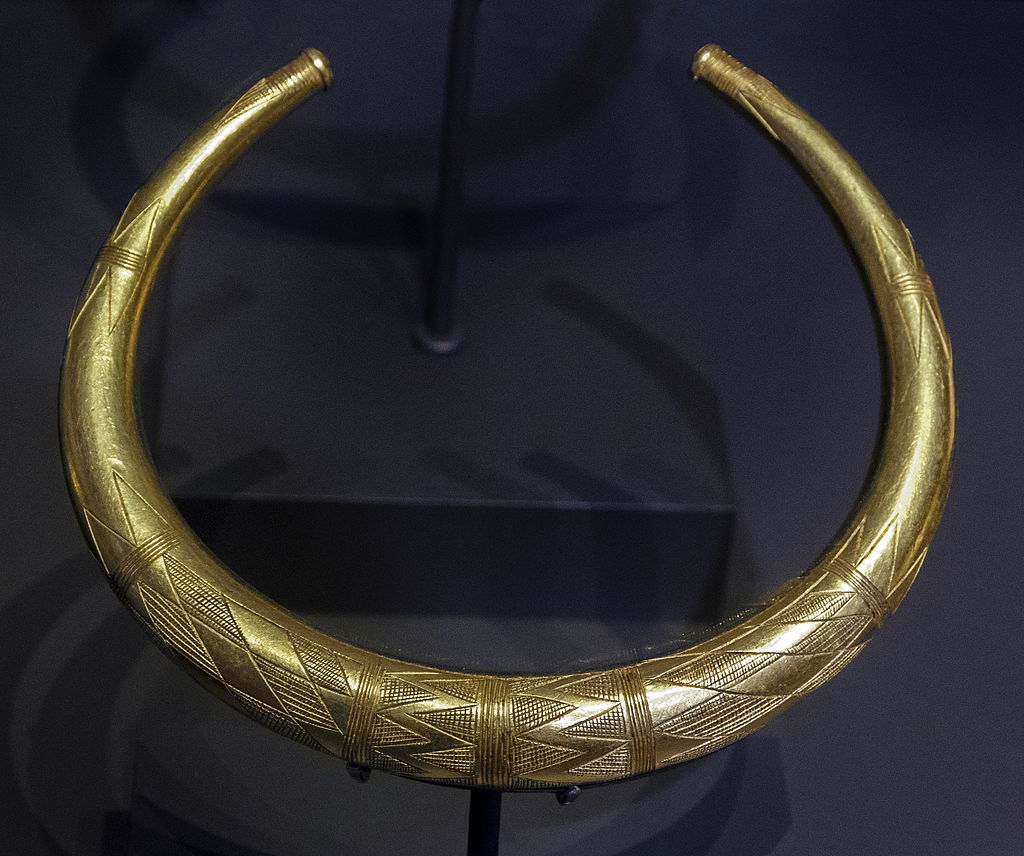
Torque em ouro do tesouro de Berzocana, Extremadura, Espanha
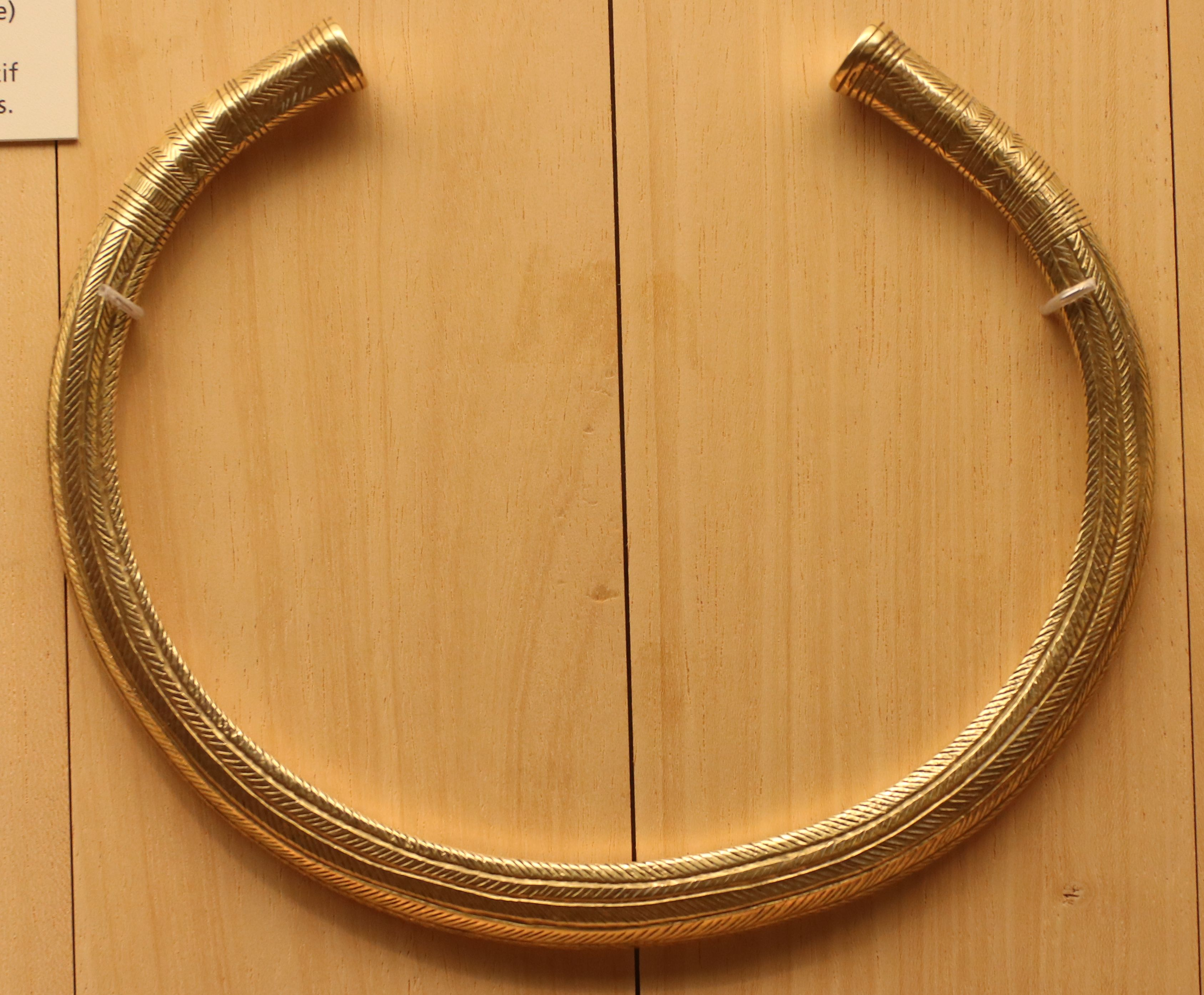
Torque em ouro de Saint-Jean-Trolimon, França
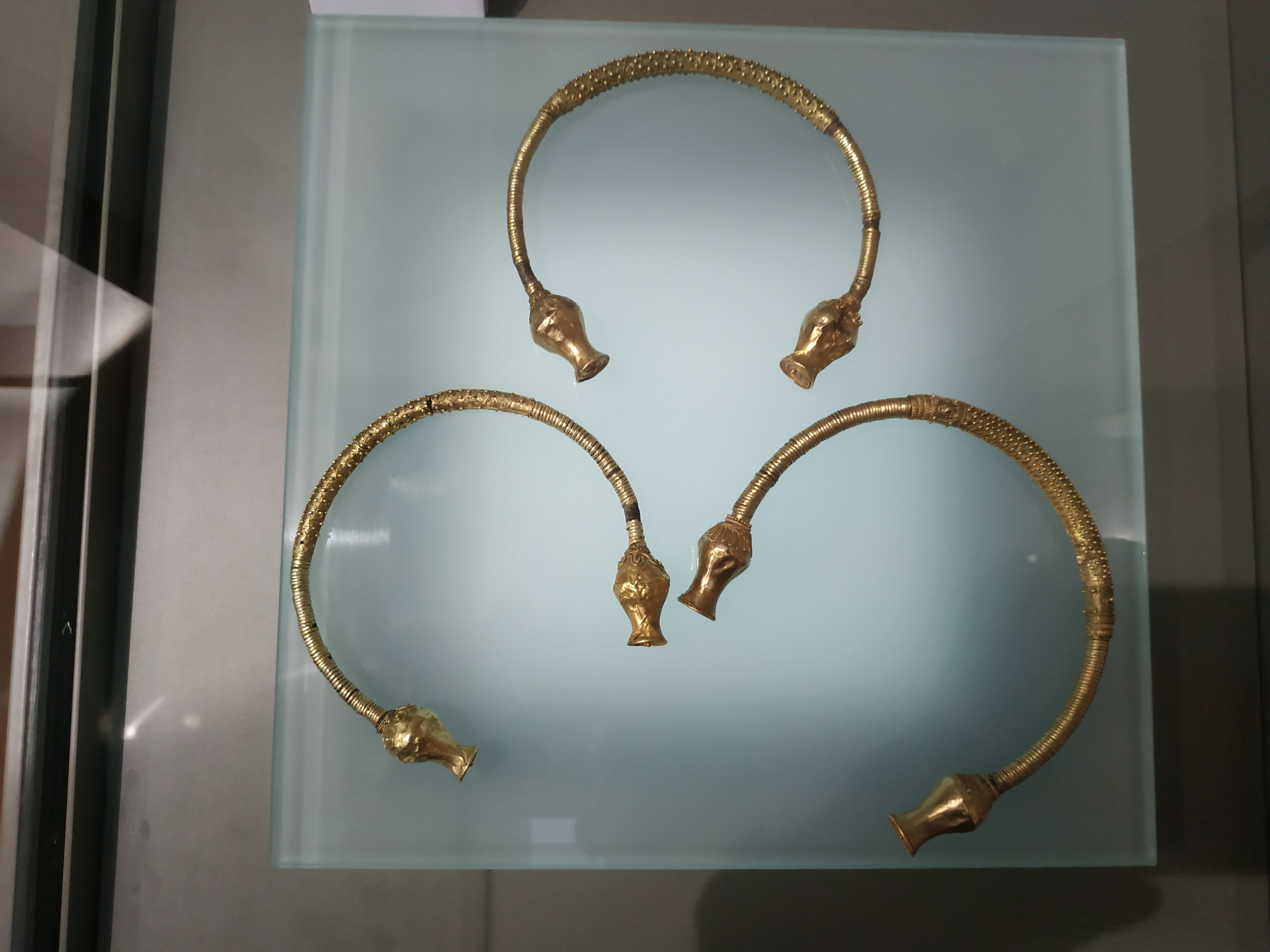
Torqes em ouro no Museu D. Diogo de Sousa, Braga Portugal
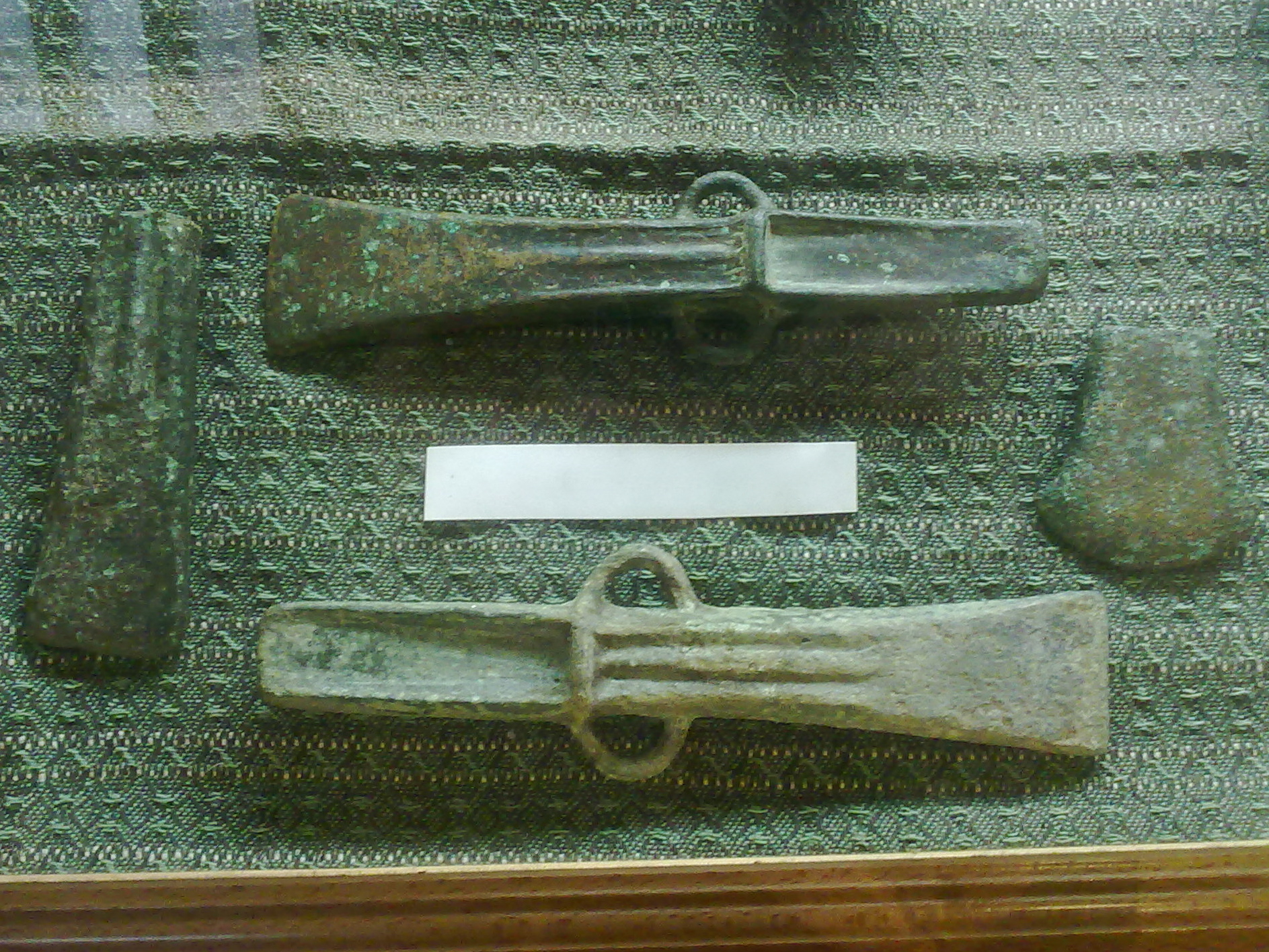
Machados de bronze da Galiza
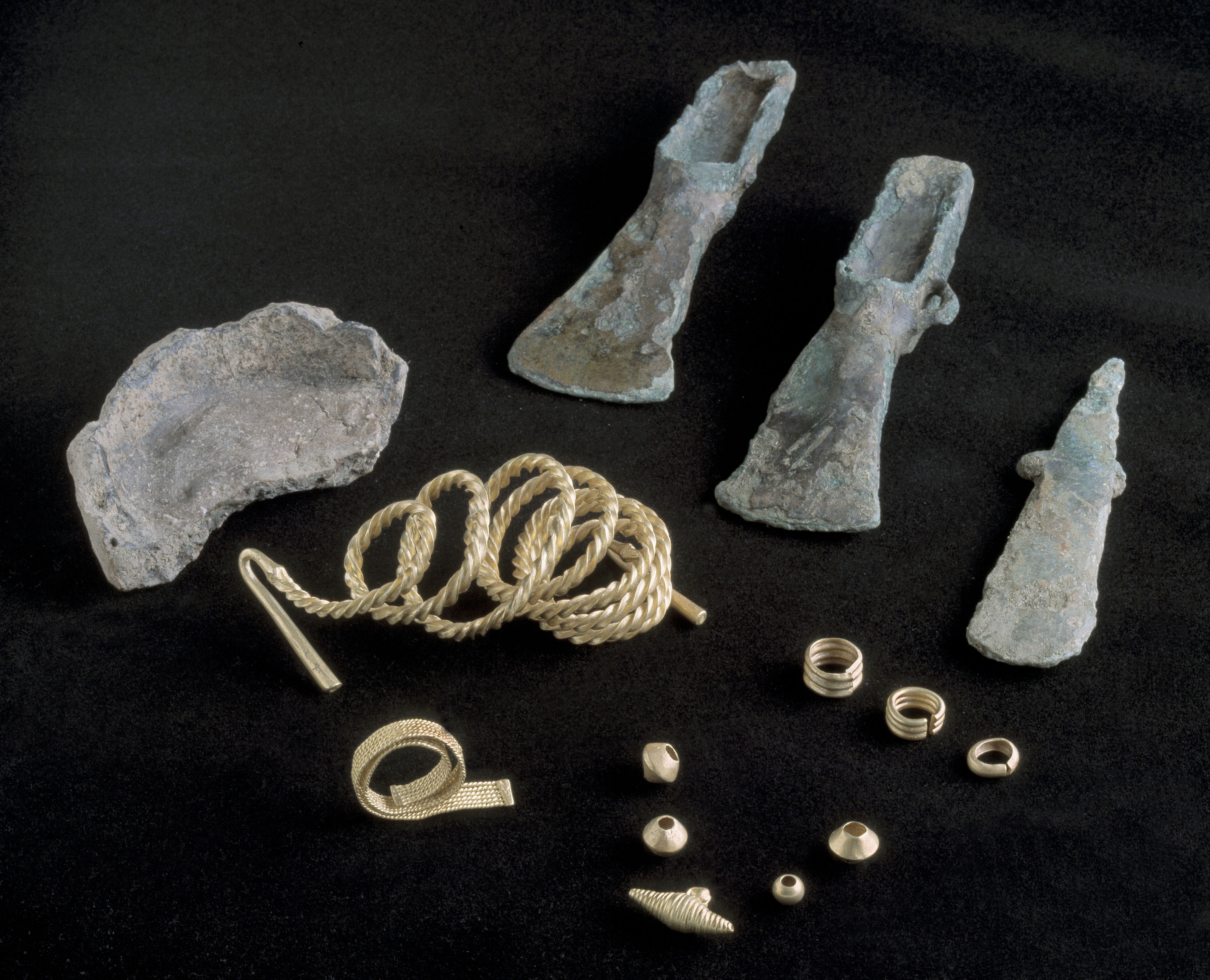
Tesouro com machados encontrados em Burton, Wrexham, País de Gales.
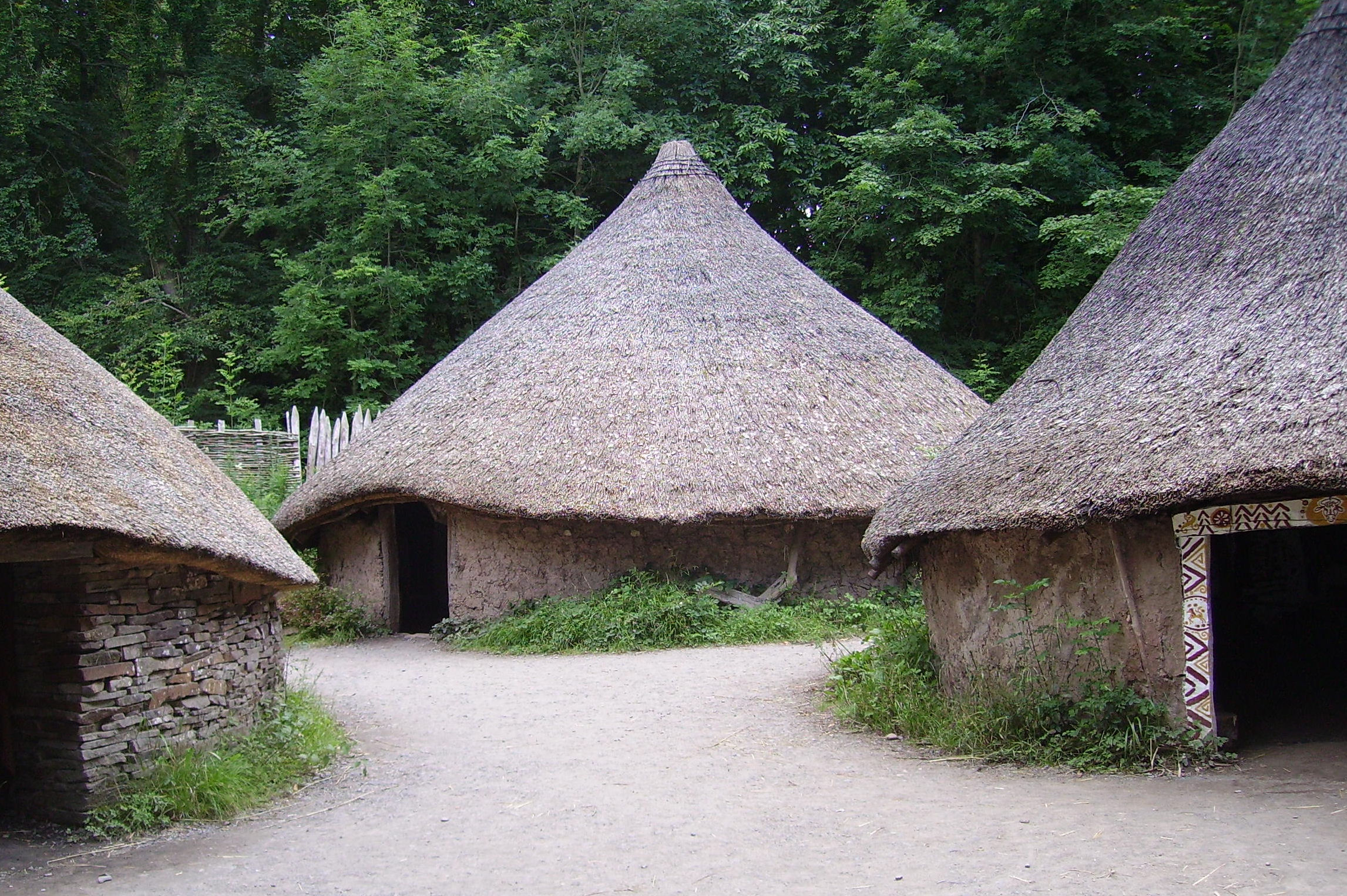
Reconstituição dum castro galês no museu DeWelsh Life em Cardiff, País de Gales.
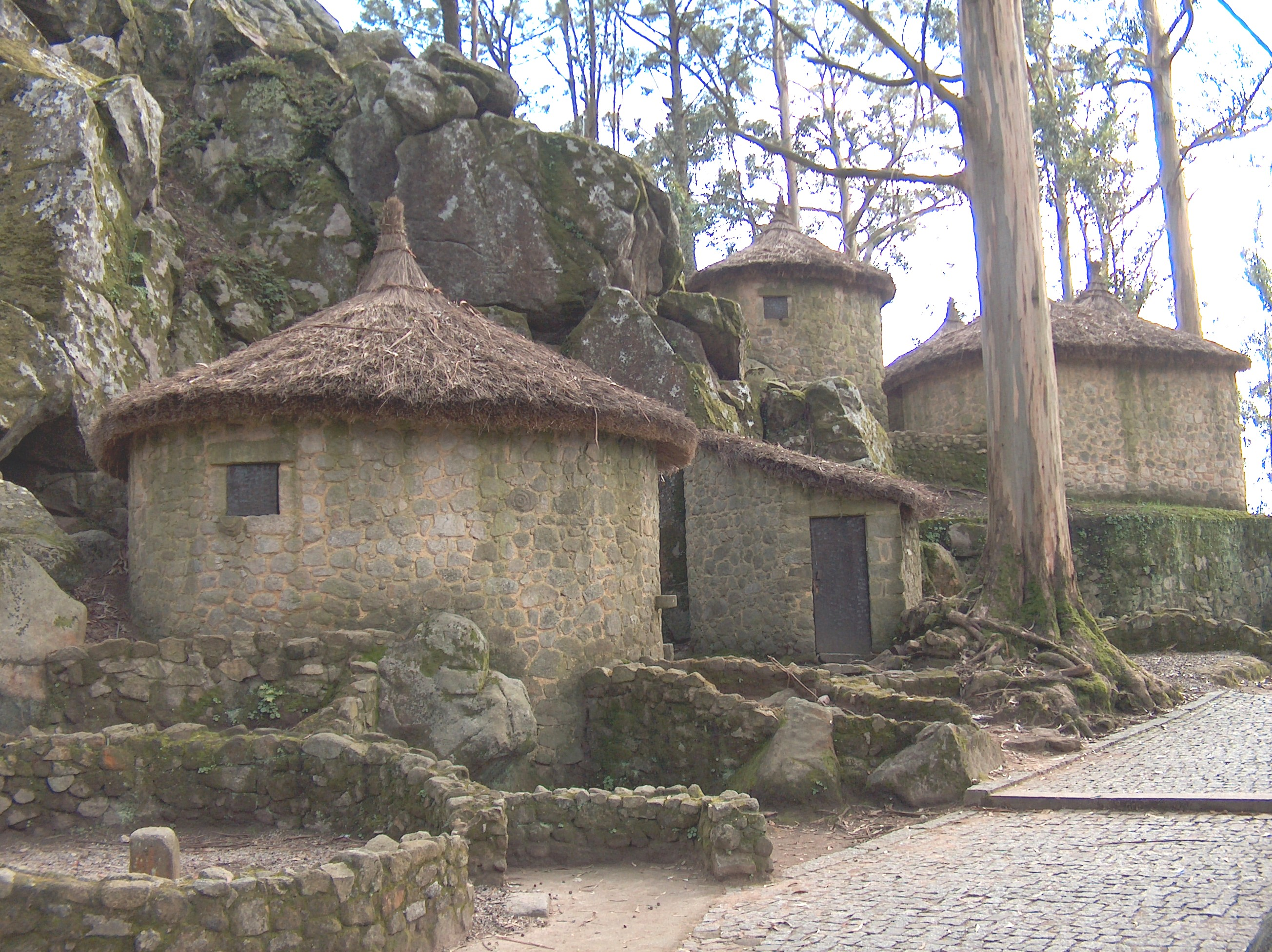
Castro de São Lourenço em Vila Chã, Esposende, Portugal.